# Mucuna stanleyi
Mucuna stanleyi är en ärtväxtart som beskrevs av Cyril Tenison White. Mucuna stanleyi ingår i släktet Mucuna och familjen ärtväxter. Inga underarter finns listade i Catalogue of Life.